# Japanse makaak
De Japanse makaak (Macaca fuscata) is een soort van het geslacht makaken (Macaca). Het is na de mens de meest noordelijk voorkomende soort primaat. De Japanse makaak is aangepast aan het leven in gebieden met strenge winters. Enkele populaties nemen zelfs baden in warmwaterbronnen om warm te blijven in de winter.

## Beschrijving
De Japanse makaak is een van de grootste soorten makaken. Hij heeft een dikke vacht, die qua kleur kan variëren van grijzig bruin en blauwig grijs tot olijfgroen. De buikzijde is lichter van kleur. Het gezicht is rood van kleur. Jonge dieren hebben een lichtere gezichtskleur dan volwassen dieren. De soort heeft twee wangzakken, waarin voedsel wordt opgeslagen. De Japanse makaak heeft een korte staart van 10 cm. De mannetjes worden groter dan de vrouwtjes. De dieren worden 47 tot 76 centimeter lang. Vrouwtjes worden gemiddeld 8 à 9 kilogram zwaar, mannetjes 11 kilogram.

## Sociaal gedrag, voortplanting en levensloop
De Japanse makaak leeft in grote groepen, bestaande uit enkele dominante mannetjes, meerdere vrouwtjes en hun jongen. Vrouwtjesmakaken blijven hun hele leven bij dezelfde groep, en er heerst een duidelijke hiërarchische structuur tussen de vrouwtjes, die wordt bepaald door de rang van de moeder. Een groep splitst zich als deze te groot wordt.

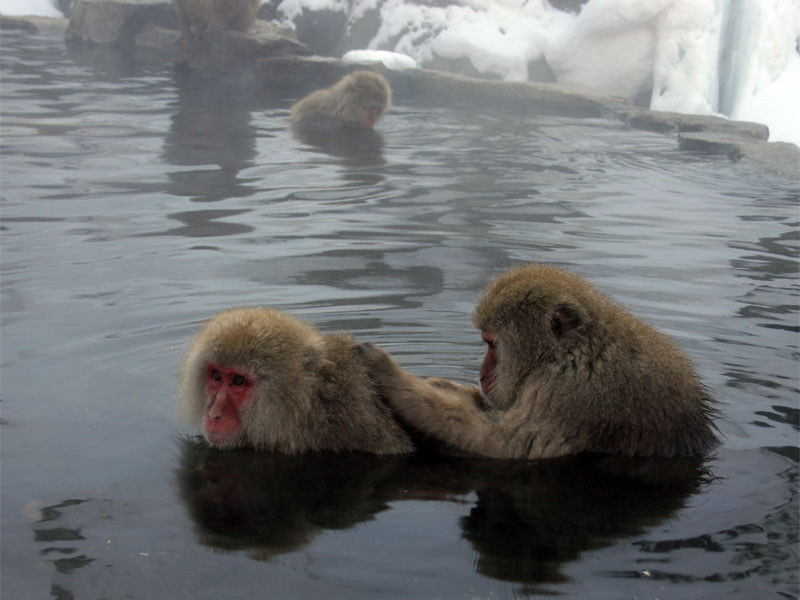
Twee vlooiende makaken in een warmwaterbron

De dieren communiceren met elkaar door middel van kreten en lichaamstaal. Lichaamstaal bestaat meestal uit het optrekken van de wenkbrauwen, het openen van de mond, het bewegen van de oren, het toekeren van de rug en het opzetten van de haren, en wordt meestal gebruikt om te dreigen, de rang aan te duiden in de groep, of angst of affectie te tonen. De dieren vlooien elkaar om spanningen binnen de groep weg te nemen. Hierbij worden stof, parasieten en dode huidcellen uit de vacht verwijderd.
De meeste paringen vinden plaats tussen oktober en maart. Het vrouwtje is 52 tot 54 dagen lang bronstig. De kleur van haar gezicht en haar geslachtsorganen wordt dan zeer rood, en het vrouwtje verspreidt een sterke geur. Tijdens de paring grijpt het mannetje het vrouwtje van achteren vast, waarbij hij op de voeten van het vrouwtje gaat staan.
De jongen worden meestal tussen april en mei geboren, na een draagtijd van 170 tot 180 dagen. Het vrouwtje krijgt één jong per worp, dat bij de geboorte ongeveer 500 gram weegt. De moeder draagt het jong de eerste maanden met zich mee aan de borst. De band tussen moeder en jong is waarschijnlijk zeer belangrijk, en het jong maakt paniekerige schreeuwen als het van zijn moeder wordt gescheiden, die ophouden als de moeder weer terugkeert. Naarmate het jong ouder wordt, wordt het onafhankelijker. Ze gaan dan ook meer spelen met andere jonge dieren. Via het spel leren de dieren sociaal gedrag.
De jongen worden een jaar lang gezoogd, maar de dieren blijven nog zeker drie jaar bij hun moeder. Vrouwtjes zijn na 3,5 jaar geslachtsrijp, mannetjes na 2,5 jaar. De meeste paringen vinden plaats tussen vrouwtjes van 7 tot 10,5 jaar en mannetjes van 5,5 tot 7 jaar.
De oudst bekende leeftijd van een makaak was een dier uit de dierentuin van San Diego, die 19 jaar en 3 maanden oud werd.

## Voedsel, activiteit en cultuur
Japanse makaken zijn dagactieve opportunisten. Ze voeden zich voornamelijk met plantaardig voedsel als bladeren, bloemen, knoppen, vruchten, zaden, noten, scheuten, stengels, knollen, schors, en paddenstoelen, maar ook ongewervelde dieren (bijvoorbeeld slakken, wormen en insecten) vormen onderdeel van het menu. Wat ze eten is afhankelijk van het seizoen, en ze passen hun dieet aan aan de omstandigheden. Dieren die bij de kust wonen, voeden zich bijvoorbeeld ook met slakken en schelpdieren. De gehele groep gaat op zoek naar voedsel. Als de bomen dicht bij elkaar staan, bewegen ze zich door de bomen voort, anders bewegen ze zich via de grond.
Van Japanse makaken wordt vermoed dat ze een eigen cultuur hebben, die aan het nageslacht wordt doorgegeven, een zogenaamde "apencultuur". In 1953 werd er op het eiland Koshima onderzoek gedaan naar het ontstaan van nieuwe gedragspatronen. De onderzoekers lieten voor dit onderzoek enkele zoete aardappelen achter op het strand, waarna de makaken ze zouden opeten. In september van dat jaar ontdekten de onderzoekers dat een jong vrouwtje de aardappel, die onder het zand zat, waste in het zeewater. In de daaropvolgende maanden gingen steeds meer makaken haar imiteren. In 1962 was het gedrag overgenomen door bijna alle jonge dieren, terwijl veel oudere dieren het gedrag nog niet toonden.

## Verspreiding en leefgebied

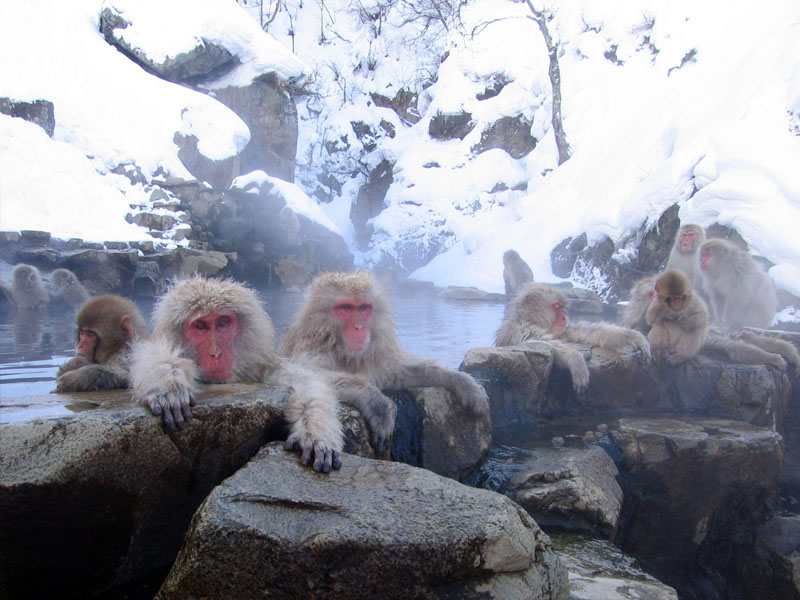
Japanse makaken in een warmwaterbron

Japanse makaken leven oorspronkelijk enkel in Japan, op Honshu, Shikoku, Kyushu, nabijgelegen eilandjes en op Yaku in de Riukiu-eilanden. Ze ontbreken op Hokkaido, tot op 4000 meter hoogte. Ze hebben een voorkeur voor gemengde wouden, maar komen ook voor in tropische regenwouden, open grasvlakten en op zandstranden.
De winters in de bergen van Honshu kunnen zeer streng zijn, met temperaturen tot -20 °C. In de hoogvlakten van Shiga, op 1500 meter hoogte, bevinden zich natuurlijke warmwaterbronnen, die temperaturen van 40 tot 60 °C bereiken. Deze warmwaterbronnen worden meerdere malen per dag bezocht door groepen Japanse makaken, die in het water zwemmen of langs de rand baden, totdat de dieren weer verwarmd zijn. Jonge dieren spelen veel rond deze bronnen. Ze springen in het water, of maken sneeuwballen.

## Taxonomie
- Soort: Macaca (Japanse makaak) 
  - Ondersoort: Macaca fuscata fuscata - Komt voor op de eilanden Honshu, Shikoku, Kyushu.
  -  Ondersoort: Macaca fuscata yakui - Komt voor op het eiland Yaku en de eilandengroep Riukiu-eilanden en wordt met uitsterven bedreigd.

De twee ondersoorten onderscheiden zich voornamelijk door de vorm van de oogkassen. Macaca fuscata yakui heeft ovalere oogkassen, Macaca fuscata fuscata rondere.